# ソマリランドの在外公館の一覧

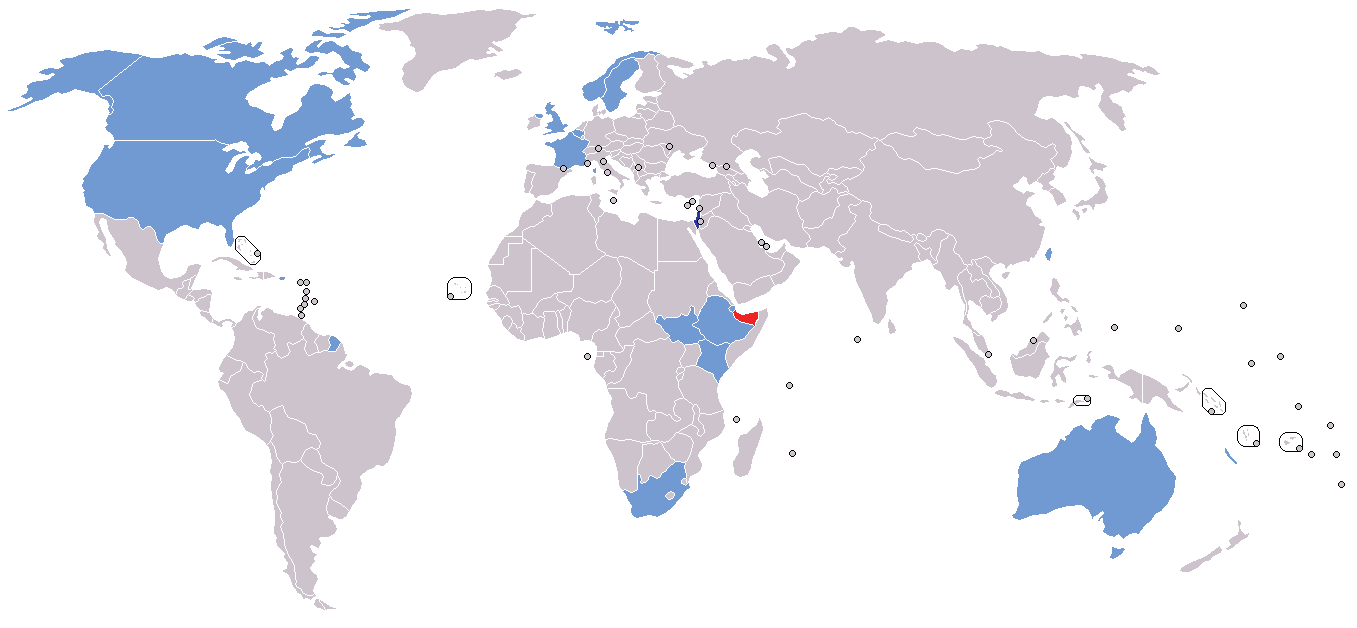
ソマリランドの在外公館が設置されている国

ソマリランドの在外公館の一覧は、ソマリランド共和国が派遣している在外公館（大使館、総領事館、代表事務所）の一覧である。ソマリランドはソマリア内戦の過程で1991年にソマリアから分離・再独立を宣言した国家であるが、国家承認を行った国は中華民国しかない。他に国家承認はないものの、ソマリランド政府は周辺諸国を筆頭に世界各国との関係構築、関係改善に努めている。

## アジア
- アラブ首長国連邦
  - 在アラブ首長国連邦代表事務所（アブダビ）[2]

- イエメン
  - 在イエメン代表事務所（サナア）[2]

- 中華人民共和国
  - 在中華人民共和国代表事務所（北京市）[2]

- 中華民国
  - 駐台湾代表処（台北市）[3]

- トルコ
  - 在トルコ代表事務所（イスタンブール）[2]

## アフリカ
- エチオピア
  - 在エチオピア代表事務所（アディスアベバ）[2][4]

- ケニア
  - 在ケニア代表事務所（ナイロビ）[2]

- ジブチ
  - 在ジブチ代表事務所（ジブチ市）[2]

- 南アフリカ共和国
  - 在南アフリカ代表事務所（プレトリア）[2]

- 南スーダン
  - 在南スーダン代表事務所（ジュバ）[2]

## オセアニア
- オーストラリア
  - 在オーストラリア代表事務所（キャンベラ）[2]

## アメリカ
- アメリカ合衆国
  - 在アメリカ合衆国代表事務所（ワシントンD.C.）[2]

- カナダ
  - 在カナダ代表事務所（オタワ）[2]

## ヨーロッパ
- イギリス
  - 在イギリス代表事務所（ロンドン）[2]

- スウェーデン
  - 在スウェーデン代表事務所（ストックホルム）[2]

- ノルウェー
  - 在ノルウェー代表事務所（オスロ）[2]

- フランス
  - 在フランス代表事務所（パリ）[2]

- ベルギー
  - 在ベルギー代表事務所（ブリュッセル）[2]

## 国際機関
- 在アフリカ連合ソマリランド政府代表部（アディスアベバ）[2]
- 在欧州連合ソマリランド政府代表部（ブリュッセル）[2]
- 在政府間開発機構ソマリランド政府代表部（アディスアベバ）[2]